# Дмитриевка (Залегощенский район)
Дмитриевка — деревня в Залегощенском районе Орловской области России. Входит в состав Золотарёвского сельского поселения.

## География
Деревня находится в центральной части Орловской области, в лесостепной зоне, в пределах центральной части Среднерусской возвышенности, на берегах реки Оптушки, на расстоянии примерно 33 километров (по прямой) к западу-северо-западу (WNW) от посёлка городского типа Залегощь, административного центра района. Абсолютная высота — 181 метр над уровнем моря.
Часовой пояс
Деревня Дмитриевка, как и вся Орловская область, находится в часовой зоне МСК (московское время). Смещение применяемого времени относительно UTC составляет +3:00.

## Население
| 2002 | 2010 |
| ---- | ---- |
| 155  | ↘117 |

Половой состав
По данным Всероссийской переписи населения 2010 года в гендерной структуре населения мужчины составляли 44,4 %, женщины — соответственно 55,6 %.
Национальный состав
Согласно результатам переписи 2002 года, в национальной структуре населения русские составляли 95 % из 155 чел.

## Улицы
Уличная сеть деревни состоит из пяти улиц.